# James B. Eustis

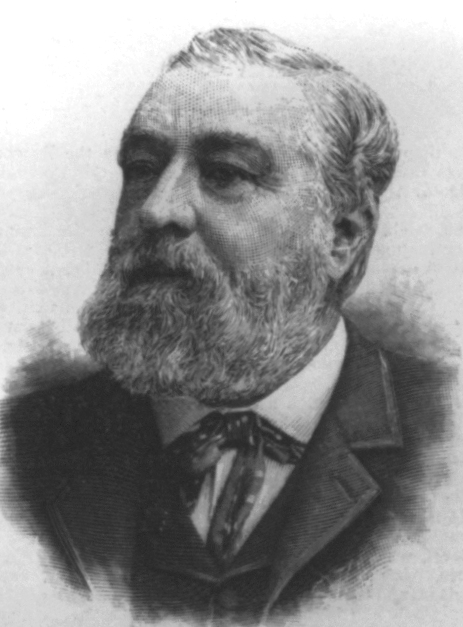
James B. Eustis

James Biddle Eustis (* 27. August 1834 in New Orleans, Louisiana; † 9. September 1899 in Newport, Rhode Island) war ein US-amerikanischer Politiker (Demokratische Partei), der den Bundesstaat Louisiana im US-Senat vertrat.

## Leben
Nach einem Studium der klassischen Altertumswissenschaften besuchte James Eustis die Harvard Law School, machte dort 1854 seinen Abschluss, wurde zwei Jahre darauf in die Anwaltskammer aufgenommen und begann in seiner Geburtsstadt New Orleans zu praktizieren. Während des Bürgerkrieges diente er als Militärrichter (Judge Advocate) in der Konföderiertenarmee; im Anschluss kehrte er zu seiner Kanzlei zurück.
Noch vor Beginn der Reconstruction wurde Eustis ins Repräsentantenhaus von Louisiana gewählt. Er gehörte einer Kommission an, die nach Washington geschickt wurde, um mit US-Präsident Andrew Johnson über die Belange Louisianas zu sprechen. 1872 saß er erneut im Repräsentantenhaus seines Staates, ab 1874 dann im Senat von Louisiana.
Am 12. Januar 1876 zog Eustis dann für die Demokraten in den US-Senat in Washington ein. Er war von der Staatslegislative als Kompromisskandidat gewählt worden, nachdem der Sitz vier Jahre lang vakant geblieben war. Grund war die Weigerung des Parlaments, einen der beiden rivalisierenden Anwärter William L. McMillen and P. B. S. Pinchback zu wählen. Eustis' Amtszeit endete nach verfehlter Wiederwahl am 3. März 1879. Er konzentrierte sich danach zunächst auf seine Tätigkeit als Rechtsdozent an der University of Louisiana, die er schon 1877 angetreten hatte und bis 1884 ausübte.
Eustis wurde ein zweites Mal in den US-Senat gewählt und absolvierte dort diesmal eine volle Amtsperiode vom 4. März 1885 bis zum 3. März 1891. Zur Wiederwahl trat er nicht an. Stattdessen blieb er zunächst in Washington und arbeitete als Anwalt, ehe er 1893 zum US-Botschafter in Frankreich ernannt wurde. 1897 kehrte er in die Vereinigten Staaten zurück und ließ sich in New York nieder.
James Eustis verstarb 1897 in Newport. Sein älterer Bruder George saß von 1855 bis 1859 für Louisiana im Repräsentantenhaus der Vereinigten Staaten. Der Diplomat Charles E. Bohlen war sein Enkel.